# 熊倉匠
熊倉 匠（くまくら たくみ、2002年7月30日 - ）は、埼玉県出身のプロサッカー選手。Jリーグ・鹿児島ユナイテッドFC所属。ポジションはGK。

## 来歴
小学生のときはレジスタFC、中学生のときはFC東京U-15深川に所属した。2017年12月28日、高円宮杯第29回全日本ユース(U-15)サッカー選手権大会決勝戦で、アディショナルタイムでの自身のミスに起因する間接フリーキックで同点に追いつかれ、最終的にPK戦で敗れた。
山梨学院高校に進学し、平成30年度全国高等学校総合体育大会ではベンチメンバーとして日本一を経験した。
第99回全国高等学校サッカー選手権大会では好守備を継続した。準決勝ではPK戦で2回阻止し、チームを決勝に導いた。青森山田高との決勝戦では、2-2で延長PK戦に持ち込み、PK戦では相手エース安斎颯馬のキックを止める活躍などを見せ勝利に貢献、日本一を達成した。また、大会優秀選手に選出された。
2021年4月より立正大学に進学。
2024年10月23日にJ2鹿児島ユナイテッドFCへの2025年内定が発表された。

## 所属クラブ
- レジスタFC
- 2015年 - 2017年 FC東京U-15深川
- 2018年 - 2020年 山梨学院高等学校
- 2021年 - 2024年 立正大学
- 2025年 -  鹿児島ユナイテッドFC

## 個人成績
| 国内大会個人成績 | 国内大会個人成績 | 国内大会個人成績 | 国内大会個人成績 | 国内大会個人成績 | 国内大会個人成績 | 国内大会個人成績 | 国内大会個人成績 | 国内大会個人成績 | 国内大会個人成績 | 国内大会個人成績 | 国内大会個人成績 |
| 年度             | クラブ           | 背番号           | リーグ           | リーグ戦         | リーグ戦         | リーグ杯         | リーグ杯         | オープン杯       | オープン杯       | 期間通算         | 期間通算         |
| 年度             | クラブ           | 背番号           | リーグ           | 出場             | 得点             | 出場             | 得点             | 出場             | 得点             | 出場             | 得点             |
| 日本             | 日本             | 日本             | 日本             | リーグ戦         | リーグ戦         | リーグ杯         | リーグ杯         | 天皇杯           | 天皇杯           | 期間通算         | 期間通算         |
| ---------------- | ---------------- | ---------------- | ---------------- | ---------------- | ---------------- | ---------------- | ---------------- | ---------------- | ---------------- | ---------------- | ---------------- |
| 2025             | 鹿児島           | 31               | J3               |                  |                  |                  |                  |                  |                  |                  |                  |
| 通算             | 日本             | 日本             | J3               |                  |                  |                  |                  |                  |                  |                  |                  |
| 総通算           |                  |                  |                  |                  |                  |                  |                  |                  |                  |                  |                  |

## 選抜歴
- 2021年 日本高校選抜

## タイトル

### クラブ
山梨学院高等学校
- 全国高等学校総合体育大会サッカー競技大会 : (2018年)
- 全国高等学校サッカー選手権大会 : (2020年)

### 個人
- 全国高等学校サッカー選手権大会・優秀選手 (2020年)